# Yorktown (Nueva York)
Yorktown es un pueblo ubicado en el condado de Westchester en el estado estadounidense de Nueva York. En el año 2000 tenía una población de 36,318 habitantes y una densidad poblacional de 382.1 personas por km².

## Geografía
Yorktown se encuentra ubicado en las coordenadas 40°19′41″N 73°41′08″O / 40.32806, -73.68556. Según la Oficina del Censo, la ciudad tiene un área total de 101,7 km² (39,3 mi²), de la cual 95 km² (36,7 mi²) es tierra y 6,7 km² (2,6 mi²) (6.88%) es agua.

## Demografía
Según la Oficina del Censo en 2007 los ingresos medios por hogar en la localidad eran de $105,253, y los ingresos medios por familia eran $119,413. Los hombres tenían unos ingresos medios de $62,071 frente a los $43,899 para las mujeres. La renta per cápita para la localidad era de $33,570. Alrededor del 2.9% de la población estaban por debajo del umbral de pobreza.